# Harald Schicha
Harald Schicha (* 26. Juli 1943 in Freiberg, Sachsen) ist ein deutscher Nuklearmediziner.

## Leben und Wirken
Schicha legte sein Abitur am mathematisch-naturwissenschaftlichen Gymnasium in Köln-Mülheim, dem späteren Rhein-Gymnasium ab. Von 1963 bis 1968 studierte er Medizin an der Freien Universität Berlin und der Universität zu Köln, wo er 1969 auch promovierte. Nach seiner Medizinalassistentenzeit für Chirurgie am Elisabeth-Krankenhaus Jülich und an der KFA 1969/70, wechselte er an die nuklearmedizinische Klinik der Heinrich-Heine-Universität Düsseldorf, an der er sich 1975 habilitierte und  1978 seine Ausbildung zum Facharzt im neuen Gebiet der Nuklearmedizin beendete. Nach einer Außerplanmäßigen Professur als leitender Oberarzt der Nuklearmedizin der Georg-August-Universität Göttingen 1980 nahm er 1986 einen Ruf an die Universität zu Köln an. Unter seiner Leitung wurde das Institut für klinische und experimentelle Nuklearmedizin der Uniklinik Köln zu einem der größten und erfolgreichsten Forschungs- und Therapiezentren Europas. Er leitete die Nuklearmedizinische Klinik 26 Jahre bis zum Jahr 2012. Im Oktober folgte ihm Alexander Drzezga, TU München, nach.
Von 1985 bis 1989 war er Mitglied des Vorstands der Deutschen Gesellschaft für Nuklearmedizin. Er gilt als international anerkannter Spezialist für Strahlenschutz. 1990 wurde er in die Strahlenschutzkommission beim Bundesministerium für Umwelt, Naturschutz und Reaktorsicherheit berufen und 1994 dort in den Ausschuss Strahlenrisiko. Er arbeitete an der Bewältigung der Folgen des Reaktorunfalls in Tschernobyl mit. Von 1999 bis 2006 war er Mitglied und zuletzt Vorsitzender des Arbeitsausschusses Strahlenschutz in der Medizin. 2001 wurde unter seiner Leitung die deutsche Strahlenschutzverordnung entwickelt. Er ist zudem Mitglied der European Association of Nuclear Medicine (EANM) und der Deutschen Akademie der Naturforscher Leopoldina (Wahljahr 2001). Seit 1985 ist er Mitglied der Sektion Schilddrüse der Deutschen Gesellschaft für Endokrinologie. Die Deutsche Ärzteschaft wählte ihn wegen seiner Forschungen zu Schilddrüsenerkrankungen 1994 als außerordentliches Mitglied in die Arzneimittelkommission.

## Ehrungen
Am 25. Juli 2011 überreichte die nordrheinwestfälische Wissenschaftsministerin Svenja Schulze ihm das Bundesverdienstkreuz 1. Klasse.
Ebenfalls 2011 wurde er von der Deutschen Gesellschaft für Nuklearmedizin zum Ehrenmitglied ernannt, bekam von der Kroatischen Gesellschaft Nuklearmedizin ihr Honorary Diploma und erhielt von der Hanns-Langendorff-Stiftung, der Deutschen Gesellschaft für Medizinischen Strahlenschutz (DGMS) und der Deutschen Gesellschaft für Medizinische Physik für sein Lebenswerk die Hanns-Langendorff-Medaille 2011.

## Veröffentlichungen (Auswahl)
- Nuklearmedizin, Basiswissen und klinische Anwendung (mit Otmar Schober), Schattauer Verlag, Stuttgart 1990, (6. Auflage 2007), ISBN 978-3-7945-2438-9